# Cour suprême de la République slovaque
Pour les articles homonymes, voir Cour suprême.
La Cour suprême de la République slovaque est la plus haute autorité juridictionnelle de l'ordre judiciaire de Slovaquie et est basée à Bratislava. Elle a été créée le 1er janvier 1993, à la suite de la dissolution de la Tchécoslovaquie en République tchèque et en République slovaque. La Cour est la juridiction d'appel suprême pour les tribunaux judiciaires inférieurs en Slovaquie.

## Composition
Les juges de la Cour suprême sont nommés par le Président de la République slovaque après avoir été jugés suffisamment qualifiés par le Conseil judiciaire de la République slovaque. Peut prétendre à ce poste toute personne ayant atteint l'âge de 30 ans, possédant une maîtrise en droit et acceptant le poste de juge à la Cour suprême après avoir passé avec succès le processus électoral. 

## Rôles
La Cour suprême est la juridiction d'appel des tribunaux régionaux et de district ainsi que des tribunaux militaires slovaques. La Cour décide en formations composées de trois ou cinq juges. Les formations de trois membres décident des questions concernant les tribunaux inférieurs. La formation de cinq membres décide des questions qui concernent les verdicts des formations de trois membres de la Cour suprême. 

## Juges et formations
La Cour est composée de quatre chambres, à savoir la chambre pénale, la chambre administrative, la chambre civile et la chambre commerciale. Chaque chambre comprend un certain nombre de formations composés de trois membres. La chambre commerciale compte quatorze juges siégeant dans huit formations, la chambre administrative compte vingt-huit juges et douze formations, la chambre civile compte vingt-neuf juges et huit formations, et la chambre pénale compte dix-neuf juges et huit formations.

## Controverse
En octobre 2020, les juges de la Cour suprême Jarmila Urbancová et Jozef Kolcon ont été accusés de corruption et arrêtés.